# Andalusischer Dialekt
Andalusisch ist ein Dialekt des Spanischen. Er wird in den Regionen Andalusien, Murcia in Südspanien und im Süden der Extremadura mit einigen Unterschieden zwischen den verschiedenen Provinzen und Städten gesprochen.

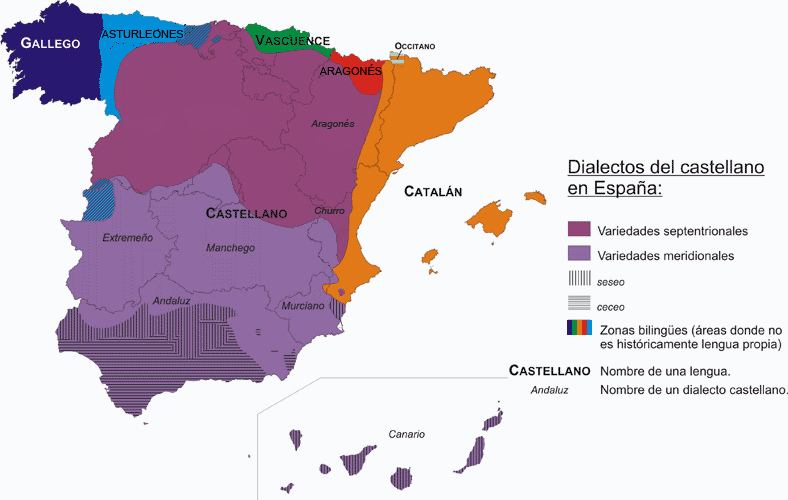
Die Dialekte in Spanien

Als Beispiel für die Verwendung des Andalusischen als stilistisch unverzichtbarem Merkmal gelten die Gesangstexte des Flamenco, an denen sich zudem die Problematik einer adäquaten andalusischen Orthographie darstellen lässt, die sich aus der Verschriftlichung einer oralen Praxis ergibt.

## Allgemeine Merkmale des Andalusischen

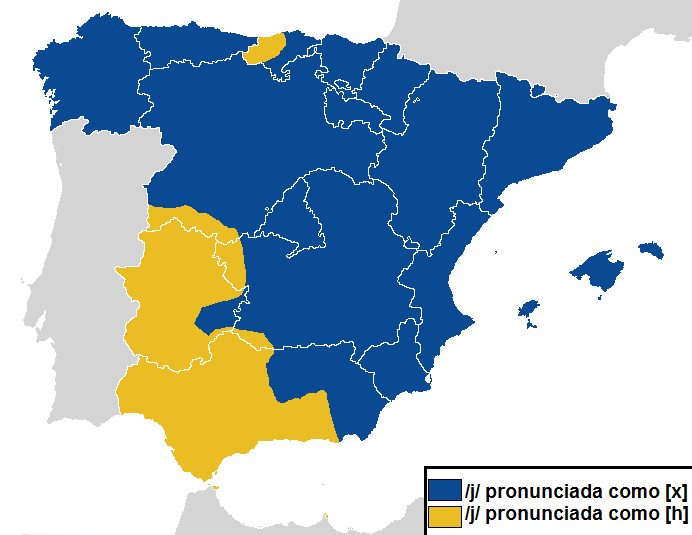
Aspiration, aspiración von -j- im europäischen Spanisch

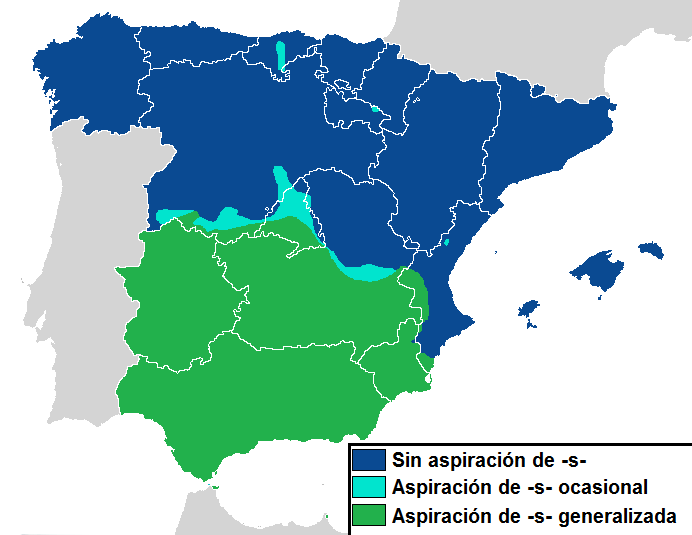
Aspiration, aspiración von -s- im europäischen Spanisch

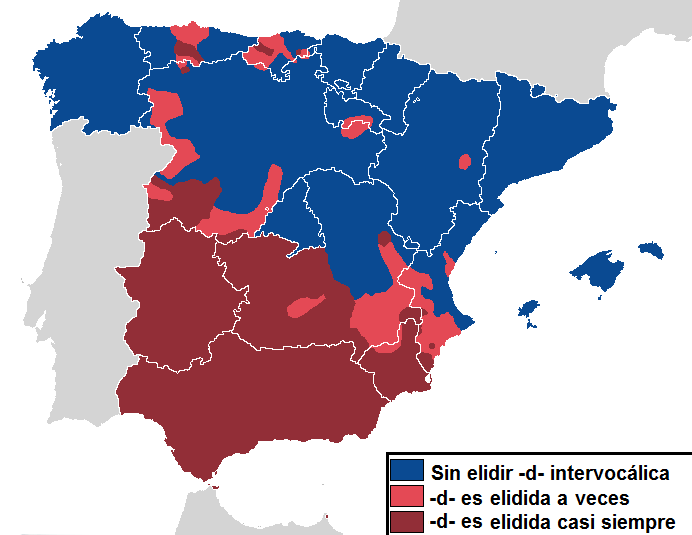
Elision, elusion von -d- im europäischen Spanisch

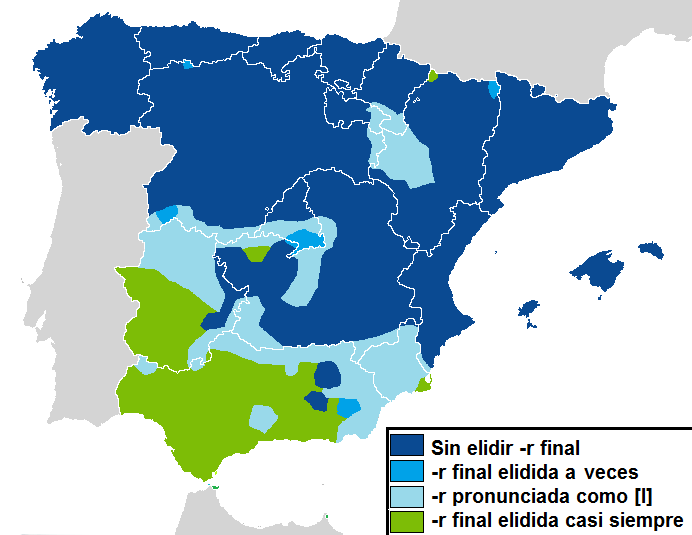
Elision, elusion von -r- im europäischen Spanisch

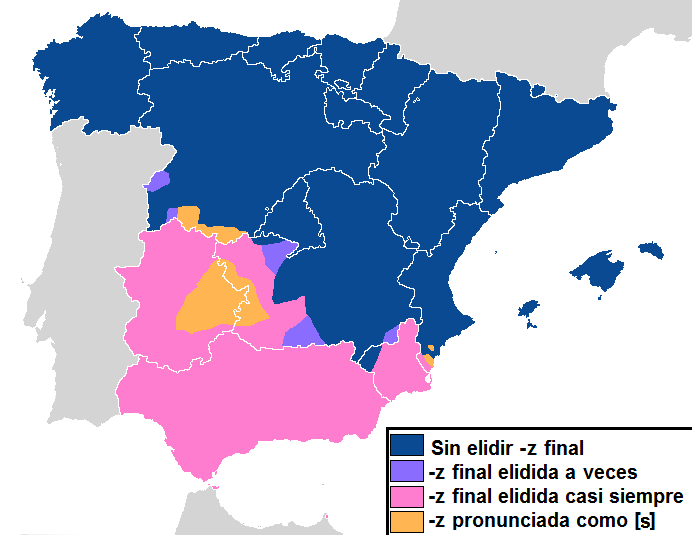
Elision, elusion von -z- im europäischen Spanisch

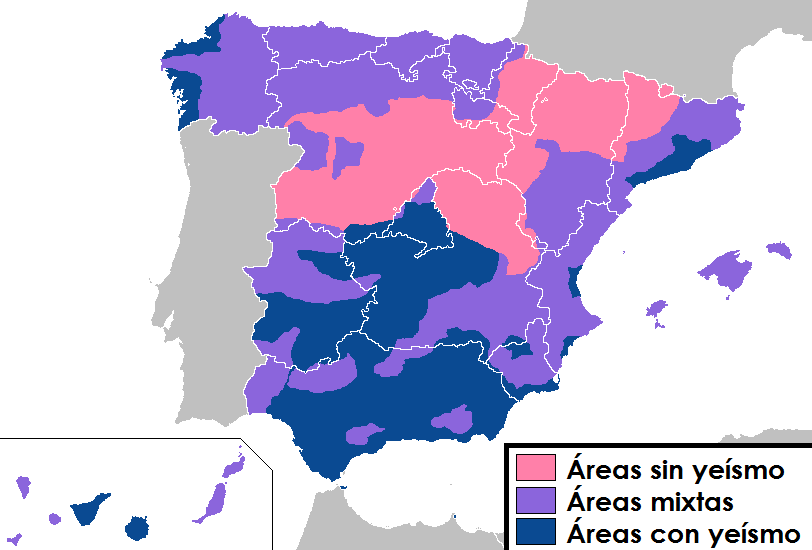
Gebiete mit -yeísmo- im europäischen Spanisch

Folgende Merkmale charakterisieren das Andalusische:
- Aspiration des implosiven /s/: „s“ wird oft wie ein deutsches „h“ ausgesprochen: Man sagt „ehtá“ (mit einem langen „a“ am Ende) anstelle von „estar“, „ahta“ anstelle von „hasta“, „lihto“ anstelle von „listo“, „loh libroh“ anstelle von „los libros“ etc. Diese Aussprache findet man auch in Lateinamerika häufig vor.
- Verstummen des „d“ in den Endungen „ado/ada“: „hablao“ anstelle von „hablado“, „enfadao“ anstelle von „enfadado“, in der femininen Form: „enfadá“, mit einem langen „a“ am Ende etc. Auch diese Aussprache ist in vielen Regionen Lateinamerikas häufig, bspw. in der Dominikanischen Republik.

Speziell in Andalusien wird das „d“ an anderen Stellen eines Wortes getilgt, sei es am Wortanfang wie in „ëhnatao“ anstelle von „desnatado“ und „esí“ anstelle von „decir“, sei es mitten im Wort wie in „vía“ anstelle von „vida“ oder sei es am Wortende wie in „universiá“ anstelle von „universidad“.
- Verstummte Konsonanten:

1. Im Andalusischen werden die Konsonanten am Wortende in der Regel getilgt. Ausnahmen dafür sind der nasale Konsonant „n“, der frikative Konsonant „h“, und der vibrante Konsonant „r“, dieser aber nicht immer. Man sagt „comprá“ (mit einem langen „a“ am Ende) anstelle von „comprar“, „feardá“ (langes „a“) anstelle von „fealdad“, Manué (mit einem langen offenen „e“ am Ende) anstelle von Manuel usw.
2. In der Regel wird der nasale Konsonant „n“ am Wortende nicht getilgt. Man sagt „compraron“, „comen“, „calientan“ genauso wie im Hochspanischen.

Allerdings gibt es ein paar Ausnahmen, wie zum Beispiel die Endungen „-ión“, „-ón“ und manchmal auch „-en“ (nicht verbal). Man hört „campeó“ (mit einem langen offenen „o“ am Ende) anstelle von „campeón“, „mu bié“ (mit einem langen offenen „e“ am Ende) anstelle von „muy bien“, „cöhtitusió“ (beide „o“ sind hier offen, das erste unbetont und das zweite betont) anstelle von „constitución“ usw.
Ganz selten wird der vibrante Konsonant „r“ durch ein „n“ am Ende eines Wortes ersetzt, zwei Beispiele dafür sind „muhén“ (offenes „e“) anstelle von „mujer“ und „mehón“ (offenes „o“) anstelle von „mejor“.
Ein im Hochspanischen inexistentes „n“ wird im Andalusischen am Ende eines Wortes angefügt, wenn das Wort auf ein kurzes geschlossenes „i“ endet. Man sagt „marroquín“ anstelle von „marroquí“, „asín“ anstelle von „así“, „mayorquín“ anstelle von „mayorquí“. Dieses „n“ bleibt in der Regel in der Pluralbildung des Wortes erhalten: „marroquinëh“, „mayorquinëh“ (beide „e“ sind hier offen).
- „S“, „Z“ und „X“:

1. Am Ende eines Wortes oder zwischen einem Vokal und einem Konsonanten: Die hochspanischen Konsonanten „s“, „z“ und „x“ werden im Andalusischen zwischen einem Vokal und einem Konsonanten und ebenso am Wortende durch ein „h“ (wie auf Deutsch ausgesprochen) ersetzt. Man sagt „löh ombrëh“ („ö“ und „ë“ sind offene nicht-betonte Vokale) anstelle von „los hombres“, „ëhtoy“ (offenes „e“) anstelle von „estoy“ usw.
2. Am Wortanfang: In diesem Fall werden die hochspanischen Konsonanten „s“, „z“ und „x“ entweder durch ein „s“ oder ein „z“ ersetzt. Man sagt „silófono“ oder „zilófono“ anstelle von „xilófono“, „senofobia“ oder „zenofobia“ anstelle von „xenofobia“, „susio“ oder „zuzio“ anstelle von „sucio“ usw.
3. Zwischen Vokalen: In diesem Fall werden die hochspanischen Konsonanten „s“ und „z“ entweder durch ein „s“ oder ein „z“ ersetzt. Man sagt „asao“ oder „azao“ anstelle von „asado“, „enseño“ oder „enzeño“ anstelle von „enseño“, „casa“ oder „caza“ anstelle von „casa“ und „casa“ oder „caza“ anstelle von „caza“, „asù“ oder „azù“ anstelle von „azul“ usw.

Das „x“ wird dagegen durch eine Reduplikation von „s“ oder „z“ ersetzt. Man sagt „tassi“ oder „tazzi“ anstelle von „taxi“, „assioma“ oder „azzioma“ anstelle von „axioma“ usw.
- Kürzungen bei Wortübergängen: „p' arriba“ anstelle von „para arriba“, „p' abaho“ anstelle von „para abajo“ etc. Auch häufig in Lateinamerika, bspw. in Kolumbien.
- Seseo: Allgemein sprechen Andalusier die Konsonanten s und z gleich als scharfes s aus, wogegen z im Hochspanischen interdental wie das scharfe englische th gesprochen wird. Damit gibt es für die andalusische Aussprache z. B. keinen Unterschied zwischen dem Wort casa („Haus“) und caza („Jagd“). Ausnahme des Seseo sind die Regionen Andalusiens, in denen Ceceo vorherrscht. Seseo wird nicht nur in Andalusien angewendet, sondern auch in Lateinamerika und den Kanarischen Inseln.
- Ceceo: In einigen Regionen Andalusiens, insbesondere in Südandalusien, wird der Konsonant s als interdentales z wie das scharfe englische th gesprochen. Damit erhält der Dialekt einen stark gelispelten Charakter. Besonders in Málaga und Cádiz (im Besonderen im Hinterland) wird aus „que pasa“ dann „que paza“, oder aus „Sevilla“ eben „Cevilla“ etc.
- Korrekte Verwendung der Akkusativform der Personalpronomen in der dritten Person: Genau wie in Amerika und im Gegensatz zu Nordspanien werden im Andalusischen die Personalpronomen der dritten Person im Akkusativ korrekt verwendet, das heißt, es gibt eine Abwesenheit von „leísmo“, „laísmo“ und „loísmo“, die Merkmale der hochspanischen Sprache sind. (Im Hochspanischen wird aber nur „leísmo“ als richtig betrachtet, und nur wenn das Pronomen eine männliche Person im Singular ersetzt. „loísmo“ und „laísmo“ werden im Hochspanischen immer als unrichtig betrachtet.)
- Verwendung von „ustedes“ anstatt des hochspanischen „vosotros“: Andalusier verwenden das Pronomen ustedes (deutsch „Sie“, im Plural) für das Pronomen vosotros (deutsch „ihr“). Der Unterschied zwischen einem Ausdruck wie „Sie kaufen“ (hochspanisch ustedes compran, andalusisch ühtedëh compran) und „ihr kauft“ (hochspanisch vosotros compráis, andalusisch ühtedëh compráïh) wird im Andalusischen nur im Verb realisiert. Ustedes als Ersatz für vosotros wird nicht nur in Andalusien verwendet, sondern auch in Lateinamerika und auf den Kanarischen Inseln; in diesen Regionen kongruiert das Verb immer mit dem Subjekt, das heißt, es wird in Amerika und auf den Kanarischen Inseln „ustedes compran“ gesagt anstelle von „vosotros compráis“, und nicht wie in Andalusien „ühtedëh compráïh“ (ustedes compráis*).
- Feminisierung von maskulinen Wörtern: In vielen Regionen wird beispielsweise „la calò“ (mit einem offenen langen „o“) anstelle von „el calor“ verwendet.
- Umdrehung von bestimmten Wortgruppen: Die Glieder bestimmter Wortgruppen werden im Andalusischen umgedreht, wenn die Wortgruppe aus zwei Gliedern besteht. Man sagt „máh nunca“ anstelle von „nunca más“, „máh nadie“ anstelle von „nadie más“, „máh ná“ anstelle von „nada más“, „me se“ anstelle von „se me“, „te se“ anstelle von „se te“ usw.

## Andalusische Laute

### Andalusische Vokale
Das Andalusische verfügt, anders als das Hochspanische, über zehn Vokale. Wie das Hochspanische verfügt das Andalusische über die Vokale a, e, i, o und u, für das Andalusische bilden diese fünf Vokale die Gruppe der geschlossenen Vokale. Es gibt im Andalusischen aber eine zweite Gruppe von Vokalen, die Gruppe der offenen Vokale. Diese offenen Vokale sind: ɐ, ɛ, ɪ, ɔ und υ, weil diese phonetischen Zeichen in der normalen geschriebenen Sprache nicht leicht zu schreiben sind, werden diese wie folgend repräsentiert: ä, ë, ï, ö und ü, wenn sie unbetont sind. Sollten diese aber betont sein, dann werden diese häufig, nach den spanischen Regeln der Betonung, wie folgend repräsentiert: à, è, ì, ò und ù. Auf Grund der Abwesenheit von festen orthographischen Regeln gibt es verschiedene Repräsentationen dieser Vokale.

#### Aussprache der andalusischen Vokale
| Vokal | Im Vergleich zum Deutschen        |
| ----- | --------------------------------- |
| a     | Wie das deutsche „a“ in Mappe.    |
| e     | Wie das deutsche„e“ in beten.     |
| i     | Wie das deutsche „i“ von Mikrobe. |
| o     | Wie das deutsche „o“ in olivgrün. |
| u     | Wie das deutsche „u“ von Stupide. |

| Vokal | Im Vergleich zum Deutschen                            |
| ----- | ----------------------------------------------------- |
| ä (ɐ) | Ähnlich wie das deutsche „er“ in Mutter, aber härter. |
| ë (ɛ) | Wie das deutsche „ä“ in Äpfel.                        |
| ï (ɪ) | Wie das deutsche „i“ in Mitte.                        |
| ö (ɔ) | Wie das deutsche „o“ in offen.                        |
| ü (υ) | Wie das deutsche „u“ von Mutter.                      |

Dies bedeutet aber nicht, dass alle andalusisch Sprechenden alle diese zehn Vokale verwenden. Im Ostandalusischen werden in der Regel alle Vokale des Andalusischen verwendet, während im Westandalusischen nicht alle vorkommen. Zusätzlich wird in bestimmten Regionen Andalusiens der Vokal ë (ɛ) zum ä (ɐ), und der Vokal ä (ɐ) zum ë (ɛ).
Die offenen Vokale des Andalusischen sind das Resultat des „Verschluckens“ der nachfolgenden Konsonanten und der „Aspiration“ der Konsonanten „s“, „z“ und „x“.

### Andalusische Konsonanten

#### Aussprache der andalusischen Konsonanten
- B, b (/b/, /ß/, /v/): Dieser Laut wird in der Regel wie im Hochspanischen ausgesprochen, der einzige Unterschied liegt darin, dass er im Andalusischen über drei verschiedene Allophone verfügt, und zwar: /b/, /ß/ und /v/. Das Hochspanische verfügt nur über zwei Allophone, und zwar /b/ und /ß/. Der Laut /b/ wird im Andalusischen nicht getilgt. 
  - Beispiele:  
    - Andalusisch: un barco, ëhte barco, ëhtöh barcöh – [um barko], [ɛhte ßarko], [ɛhtɔh varkɔh]  
    - Hochspanisch: un barco, este barco, estos barcos – [um barko], [este ßarko], [estoz barkos]
- C, c (/k/): Dieser Laut wird in der Regel wie im Hochspanischen ausgesprochen und wird in der Regel nicht getilgt. Bei den vielen Versuchen, dem andalusischen Dialekt eine feste orthographische Norm zu geben, hat man häufig den Buchstaben „c“ für den Laut /k/, mit dem Buchstaben „k“ ersetzt, und selten mit dem Buchstaben „q“. Der Grund dafür sollte sein, dass der Buchstabe „c“ im Hochspanischen nicht nur als /k/ sondern auch als /θ/ ausgesprochen wird, was für das Andalusische nicht besonders geeignet ist.
- D, d (/d/, /ð̥/, /ð̬/): Dieser Laut wird in der Regel wie im Hochspanischen ausgesprochen, ein Unterschied liegt daran, dass dieser im Andalusischen über drei verschiedene Allophone verfügt, und zwar: /d/, /ð̥/ und /ð̬/. Das Hochspanische verfügt nur über zwei Allophone, und zwar /d/ und /ð̥/.  
  - Beispiele:  
    - Andalusisch: un deporte, ëhte deporte, ëhtöh deportëh – [un deporte], [ɛhte ð̥eporte], [ɛhtɔh ð̬eportɛh]  
    - Hochspanisch: un deporte, este deporte, estos deportes – [un deporte], [este ð̥eporte], [estoz deportes]  

  - Der größte Unterschied ist, dass der Laut /d/ im Andalusischen sehr häufig getilgt wird, und zwar:  
    - Am Wortanfang, häufig: „ëhnortao“ anstelle von „desnortado“.  
      - Allerdings mit Ausnahmen: „deporte“ genau so wie „deporte“.  

    - Zwischen zwei Vokalen, sehr häufig: „encantaora“ anstelle von „encantadora“.  
      - Allerdings mit Ausnahmen: „nadà“ ähnlich wie „nadar“.  

    - Am Wortende, immer: „ocupà“ anstelle von „ocupad“.
- F, f (/f/): Dieser Laut wird in der Regel wie im Hochspanischen ausgesprochen und wird in der Regel nicht getilgt, in vielen Fällen wird dieser, im Gegensatz zum Hochspanischen, mit einem „h“ ersetzt.  
  - Beispiele: „ahuera“ steht für „fuera“, „huimöh“ steht für „fuimos“ usw.
- G, g (/g/, /ɣ̥/, /ɣ̬/): Dieser Laut wird in der Regel wie im Hochspanischen ausgesprochen, der Unterschied liegt daran, dass dieser im Andalusischen über drei verschiedene Allophone verfügt, und zwar: /g/, /ɣ̥/ und /ɣ̬/. Das Hochspanische verfügt nur über zwei Allophone, und zwar /g/ und /ɣ̥/. Der Laut /g/ wird im Andalusischen nur selten getilgt.  
  - Beispiele:  
    - Andalusisch: un gato, ëhte gato, ëhtöh gatöh – [un gato], [ɛhte ɣ̥̥ato], [ɛhtɔh ɣ̬atɔh]  
    - Hochspanisch: un gato, este gato, estos gatos – [un gato], [este ɣ̥̥ato], [estoz gatos]
- H, h (/h/): Der Laut /h/ ist einer von den häufigsten Lauten des Andalusischen, dieser wird heutzutage mit einem „h“ repräsentiert, im alten Texten wurde der andalusische Laut /h/ manchmal mit einem „j“, manchmal mit einem „x“ und manchmal mit einem „h“ repräsentiert. Dieser Laut ersetzt alle hochspanischen „s“, „z“ und „x“, wenn diese am Wortende stehen oder wenn diese zwischen einem Vokal und einem Konsonanten sich befinden. Manchmal ersetzt dieser Laut auch manche hochspanischen „f“. Manchmal wird das stumme hochspanische „h“ in Andalusischen als „h“ ausgesprochen. Es soll deswegen die stummen hochspanischen „h“ nicht geschrieben werden, wenn man das andalusische Dialekt repräsentiert, da nicht alle stummen hochspanischen „h“ im Andalusischen tatsächlich ausgesprochen werden. Zusätzlich werden alle als /χ/ ausgesprochen hochspanischen „j“ mit einem „h“ im Andalusischen ersetzt.
- J, j (/j/): Bei den vielen Versuchen, dem andalusischen Dialekt eine feste orthographische Norm zu geben, hat man häufig den unsilbischen Vokal „i“ für den Laut /j/, mit dem Buchstaben „j“ ersetzt. Der Grund dafür sollte sein, dass der Buchstabe „j“ mit seinem hochspanischen Aussprache im Andalusischen nicht existiert, und um die komplizierte Regeln der Repräsentation der spanischen Betonung in geschriebener Form zu vereinfachen. Dort wo, im Hochspanischen der als /χ/ ausgesprochene Buchstabe „j“ zu finden ist, wird im Andalusischen ein als /h/ ausgesprochenes „h“ stehen.
- K, k (/k/): Siehe „C, c“.
- L, l (/l/): Dieser Laut wird in der Regel wie im Hochspanischen, es gibt aber viele Ausnahmen, und zwar:  
  - Tilgung: In der Regel wird der Laut /l/ im Andalusischen am Wortende getilgt. Man sagt „leà“ anstatt „leal“, „iguà“ anstatt „igual“ usw.  
    - Bei manchen Wörtern wird dieser Laut nicht getilgt, sondern durch ein „r“ ersetzt (Rhotazismus, span. Rotacismo), siehe das Folgende.

  - Rhotazismus (Rotacismo): Es handelt sich um die Umwandlung eines „l“ zu einem „r“. Am häufigsten geschieht dies, wenn innerhalb eines Wortes ein „l“ zwischen einem Vokal und einem Konsonanten steht. Man sagt „arto“ anstelle von „alto“, „artamùh“ anstelle von „altramuz“, „artiyo“ anstelle von „altillo“, „er gato“ anstelle von „el gato“, „er kangreho“ anstelle von „el cangrejo“ usw.
- M, m (/m/): Dieser Laut wird in der Regel wie im Hochspanischen ausgesprochen, am Wortende wird mit einem „n“ ersetzt. Man sagt, zum Beispiel, „curriculun“ anstelle von „curriculum“.
- N, n (/n/): Dieser Laut wird in der Regel wie im Hochspanischen ausgesprochen, wird am Wortende nicht immer, aber häufig, getilgt und damit werden die vorkommende Vokale offen ausgesprochen. Es wird diskutiert, ob die Tilgung dieses Konsonanten zusätzlich die „Nasalisation“ der vorkommenden Vokalen verursacht oder nicht.  
  - Beispiele für die Tilgung des „n“: „corasò“ anstatt „corazón“, „mu bië“ anstatt „muy bien“ usw.  
  - Beispiele ohne Tilgung: „ëhperan“ anstatt „esperan“, „tien“ anstatt „tienen“ usw.
- Ñ, ñ (/ɲ/, /nj/): Dieser Laut kann wie im Hochspanischen ausgesprochen werden, und zwar: /ɲ/. Es gibt im Andalusischen aber eine zweite Realisierung für den Buchstaben „ñ“, und zwar: /nj/. Diese beide Realisierungen des Buchstaben „ñ“ kommen im Andalusischen in freier Variation vor. Das heißt, es gibt Leute die ausschließlich /ɲ/ sagen, andere sagen ausschließlich /nj/, und andere verwenden beide. Man kann dann entweder „añeho“ oder „anjeho“ für das hochspanische „añejo“ hören usw.
- P, p (/p/): Dieser Laut wird in der Regel wie im Hochspanischen ausgesprochen und wird normalerweise nicht getilgt.
- Q, q (/k/): Siehe „C, c“.
- R, r (/r/, /ɾ/) und rr (/r/): Diese Laute werden in der Regel wie im Hochspanischen ausgesprochen. Diese werden immer am Wortende getilgt. Man sagt „comprà“ anstelle von „comprar“, „orbià“ anstelle von „olvidar“ usw. Für mehrere Informationen sehe „L, l“.
- S, s (/s/, /θ/):
- T, t (/t/):Dieser Laut wird in der Regel wie im Hochspanischen ausgesprochen und wird normalerweise nicht getilgt.
- V, v (/w/): Bei den vielen Versuchen, dem andalusischen Dialekt eine feste orthographische Norm zu geben, hat man immer den Konsonant „v“ für den Laut /b/, mit dem Buchstabe „b“ ersetzt. Der Grund dafür ist, dass der Buchstabe „v“ genau so wie ein „b“, nicht nur im Andalusischen, sondern auch im Hochspanischen ausgesprochen wird und weil im Andalusischen der Laut /v/ ein Allophon vom Laut /b/ ist. Die Buchstabe „v“ wird bei manchen Versuchen, dem Andalusischen Dialekt eine feste orthographischen Norm zu geben, für den Gleitlaut /w/ verwendet, um die komplizierte Regeln der Repräsentation der spanischen Betonung in geschriebener Form zu vereinfachen.
- X, x (/∫/, /t∫/): Steht für den hochspanischen Laut /t∫/, in geschriebener Form „ch“. Im Andalusischen wird der hochspanische Laut /t∫/, als /∫/ oder /t∫/ in freier Variation realisiert, man kann dann sowohl „/∫iki'yɐ/ (xiquiyà)“ als auch „/t∫iki'yɐ/ (txiquiyà)“ für „chiquillada“ hören usw. Der als /gz/ oder /ks/ ausgesprochene hochspanische Buchstabe „x“ wird am Wortende und zwischen einem Vokal und einem Konsonanten mit einem „h“ ersetzt und der vorherige Vokal offener ausgesprochen. Am Wortanfang wird dieser mit einem /s/ oder /θ/ ersetzt. Und zwischen zwei Vokalen mit /ss/ oder /θθ / ersetzt.
- Y, y (/ʒ/, /dʒ/): wird wie im Deutschen „naja“ ausgesprochen. Im Andalusischen wir oft ein „y“ bei Umlauten als ein „dsch“ aus gesprochen, so z. B. suyo als „sudscho“;
- Z, z (/s/, /θ/): Siehe „S, s“.

## Andalusische Dialektausdrücke
In Andalusien gibt es große regionale Unterschiede in den Dialektausdrücken. Die folgende Tabelle (alphabetisch sortiert) enthält vor allem Ausdrücke, die im Gebiet Córdoba gebraucht werden. Die andalusische Version ist in etwa so geschrieben, wie sie von einem Andalusisch-sprechenden Menschen und einem Kastilisch-sprechenden Menschen ausgesprochen werden würde.
| Ausdruck      | Bedeutung (in etwa...)                                            | Beispiel (ausgesprochene Andalusische Version) | Beispiel (ausgesprochene Kastilische Version) | Kastilische Version                               | Übersetzung Beispielsatz                                                           |
| ------------- | ----------------------------------------------------------------- | ---------------------------------------------- | --------------------------------------------- | ------------------------------------------------- | ---------------------------------------------------------------------------------- |
| berrinche     | Ärger, großer Zorn (Typ 'grün im Gesicht')                        | hó tío, qué berrinshe tengo con mi hefe        | jo, tío, qué berrinche tengo con mi jefe      | me he enfadado con mi jefe                        | habe ich heute 'nen Zorn auf meinen Chef...                                        |
| chuzo         | Alleinstehend ohne Bedeutung                                      | van a caè shuzöh de punta                      | van a caer chuzos de punta                    | va a llover fuertemente                           | es wird sehr stark regnen (Typ Wolkenbruch – sehr seltenes Ereignis in Andalusien) |
| chiribiri     | Alleinstehend ohne Bedeutung                                      | ehtá cayendo shiribiri                         | esta cayendo chiribiri                        | está lloviendo un poco                            | es regnet leicht                                                                   |
| ea            | häufig verwendeter Füllausdruck eigentlich ohne Sinn.             | ea, qué cansao ´htoy                           | ea, qué cansado estoy                         | estoy cansado                                     | ah..., bin ich müde heute                                                          |
| marimorena    | alleinstehend ohne Bedeutung                                      | s' á formao la marimorena                      | se ha formado la marimorena                   | había una discusión muy fuerte                    | es gab einen handfesten Streit                                                     |
| irse de perol | ein Picknick machen (perol ist ein Topf, in dem man Paella kocht) | er domingo möh vamöh de però                   | el domingo nos vamos de perol                 | vamos a hacer una barbacoa en el campo el domingo | am Sonntag machen wir ein Picknick                                                 |
| tela          | viel                                                              | oy ace tela (de) frío                          | hoy hace tela de frío                         | hoy hace mucho frío                               | es ist verdammt kalt heute                                                         |

Außerdem gibt es im andalusischen Dialekt etliche Gitanismen, die der Sprache der Roma (Eigenbezeichnung: Zincalés) entlehnt sind. Auf den Kanarischen Inseln wurden viele Begriffe aus dem lateinamerikanischen (vor allem dem kubanischen und kolumbianischen) Wortschatz entnommen (la guagua: Autobus, banana statt plátano: Banane usw.).